# Казахский национальный университет искусств
Казахский национальный университет искусств имени Куляш Байсеитовой (КазНУИ) (каз. Күләш Байсейітова атындағы Қазақ ұлттық өнер университеті (ҚазҰӨУ)) — высшее учебное заведение Казахстана, расположенное в столице, Астане. Университет был основан 31 марта 1998 года как Казахская национальная академия музыки, а в 2009 году получил статус университета и новое название. В январе 2025 года университету было официально присвоено имя выдающейся казахской оперной певицы Куляш Байсеитовой, что символизирует признание её вклада в развитие казахского искусства.
Казахская национальная академия музыки (КазНАМ) была образована 31 марта 1998 года при поддержке президента Казахстана Н. А. Назарбаева. Обучение в Казахской национальной академии музыки включает в себя начальное (1-4 классы), среднее (5-9 классы), высшее (1-4 курсы) и послевузовское (магистратура и докторантура) образование. Согласно постановлению правительства Казахстана от 12 октября 2009 года Казахская национальная академия музыки получила новый статус и была переименована в Казахский национальный университет искусств, в этот же год университет переехал в новое здание расположенное в Астане.
Представители КазНАМ являлись победителями на музыкальных состязаниях в Австрии, Италии, России. С 2000 года акиматом Астаны и Казахской Национальной академией музыки проводится международный конкурс «Shabyt-Inspiration».
Выпускники КазНАМ работают в учебных заведениях и музыкальных коллективах Астаны (Национальный оперный театр имени К. Байсеитовой, государственная филармония, Президентский оркестр республиканской гвардии, симфонические, духовые, камерные оркестры, оркестры народных инструментов, ЕНУ имени Л. Н. Гумилёва, музыкальные школы и многие другие), а также в других городах Казахстана, ближнем и дальнем зарубежье.
В 2019 году Казахский национальный университет искусств занял 1-е место среди лучших ВУЗов искусства Казахстана.
В 2024 году в независимом Национальном рейтинге ведущих ВУЗов искусства Казахстана университет занял почетное 1-е место.
В ходе реконструкции 2025 года площадь университета увеличилась до 38 тыс. м². Были созданы современные аудитории, репетиционные студии, галереи и концертный зал на 1100 мест для проведения масштабных мероприятий.
Университет предлагает многоуровневое образование: от начального до послевузовского обучения (бакалавриат, магистратура, докторантура). Здесь представлены факультеты музыки, театра, кино и телевидения, хореографии, традиционного музыкального искусства, изобразительного искусства и социальных дисциплин. Выпускники КазНУИ успешно трудоустраиваются в Казахстане и за рубежом.

## Структура
В структуру университет входят следующие факультеты:
- Факультет музыки
- Факультет театра, кино и ТВ
- Факультет традиционного музыкального искусства
- Факультет социально-гуманитарных дисциплин
- Художественный факультет[5]

В КазНУИ работают 436 преподавателей, представляющих широкий спектр творческих и академических направлений. Значительная часть профессорско-преподавательского состава обладает высокими квалификациями и степенями:
- Доктор PhD — 27 человек
- Доктор наук — 3 человека
- Кандидат наук — 43 человека
- Специалист — 167 человек[6]

## Ректоры
- Мусаходжаева, Айман Кожабековна - ректор 1998-2024
- Желтыргузов Азамат Кайратович - исполняющий обязанности ректора с февраля 2024 года - до августа 2024 года
- Нуртаза Раушан Сабыржановна - исполняющая обязанности ректора с сентября 2024 года - до марта 2025 года
- 11 марта 2025 года Приказом министра культуры и информации РК ректором Казахского национального университета искусств им. Куляш Байсеитовой назначен Ахмедьяров Галым Алгиевич.